# Bezzia fuliginata
Bezzia fuliginata är en tvåvingeart som beskrevs av Clastrier 1962. Bezzia fuliginata ingår i släktet Bezzia och familjen svidknott. Inga underarter finns listade i Catalogue of Life.